# Hydroporini
Tribu
Synonymes
- Carabhydrini Watts 1978
- Siettitiini Smrž, 1981

Les Hydroporini sont une tribu de coléoptères plongeurs prédateurs de la famille des Dytiscidae. 

## Présentation
La tribu des Hydroporini a été créée en 1836 par l'entomologiste français Charles Nicolas Aubé (1802-1869).
Il y a au moins 730 espèces décrites dans Hydroporini,,,.

## Liste des genres
Selon BioLib (4 décembre 2022) :
- genre Antiporus Sharp, 1882
- genre Barretthydrus Lea, 1927
- genre Brancuporus Hendrich, Toussaint & Balke, 2014
- genre Chostonectes Sharp, 1882
- genre Deronectes Sharp, 1882
- genre Graptodytes Seidlitz, 1887
- genre Haideoporus Young & Longley, 1976
- genre Heterosternuta Strand, 1935
- genre Hydrocolus Roughley & Larson, 2000
- genre Hydroporus Clairville, 1806
- genre Iberoporus Castro & Delgado, 2001
- genre Lioporeus Guignot, 1950
- genre Megaporus Brinck, 1944
- genre Metaporus Guignot, 1945
- genre Nebrioporus Régimbart, 1906
- genre Necterosoma MacLeay, 1871
- genre Neonectes J. Balfour-Browne, 1944
- genre Neoporus Guignot, 1931
- genre Nirripirti Watts & Humphreys, 2001
- genre Oreodytes Seidlitz, 1887
- genre Paroster Sharp, 1882
- genre Porhydrus Guignot, 1945
- genre Rhithrodytes Bameul, 1989
- genre Sanfilippodytes Franciscolo, 1979
- genre Scarodytes des Gozis, 1914
- genre Sekaliporus Watts, 1997
- genre Siamoporus Spangler, 1996
- genre Siettitia Abeille de Perrin, 1904
- genre Sternopriscus Sharp, 1882
- genre Stictonectes Brinck, 1943
- genre Stictotarsus Zimmermann, 1919
- genre Stygoporus Larson & LaBonte, 1994
- genre Suphrodytes des Gozis, 1914
- genre Terradessus Watts, 1982
- genre Tiporus Watts, 1985
- genre Trichonectes Guignot, 1941